# 村井凌雲
村井 凌雲（むらい りょううん、1927年〈昭和2年〉6月20日 - 2024年〈令和6年〉4月26日）は、秋田県秋田市に本部を置く千家生花（せんけせいか）の第十四世家元。秋田県華道連盟の創設メンバーの一人。

## 略歴
本名 村井 喜三郎（むらい きさぶろう）。村井家の三男に生まれる。戦時中は神奈川県の相模陸軍造兵廠に徴用された。戦後は秋田県に戻り、電気屋などを営みつつ、1946年に千家生花の重鎮 河村眺橋（第十二世 内田三橋氏の高弟）に師事。48年に千家生花師範免許、豊橋の雅号を受ける。

## 千家生花
千家生花は、千利休を開祖とし、江戸時代中期の天明6年（1786年）に京都の雅人・岡田松亭によって創始され、秋田藩に伝えられた。当初は松亭流や千家流とも呼ばれていたが、明治時代に家元を継承した下山田酔月師の時代に、一門の協議により「千家生花」と正式に称されるようになった。以降、代々家元が継承し、1965年に村井氏がその伝統を受け継いだ。

## 受賞
1982年秋田県芸術選奨、1990年秋田市文化章、2001年秋田県文化功労者、2010年文化庁地域文化功労者

## 著書
千家生花十四世家元　凌雲斎豊橋　村井凌雲作品集『花暦』